# Bohdan Jopyk
Bohdan Jopyk, ps. „Bodzio” (ur. 1945 w Hrubieszowie) – polski perkusista jazzowy. Jeden z najbardziej cenionych perkusistów na Wybrzeżu. 

## Życiorys
W młodości uczęszczał do Ogniska Muzycznego, gdzie uczył się gry na fortepianie, lecz Jerzy Sapiejewski namówił go na zmianę tego instrumentu na zestaw perkusyjny. Absolwent Wydziału Łączności Politechniki Gdańskiej. 
Był perkusistą zespołów: Al Musicał i Czterech, Alek Musiał Quintet, Modern Quartet i Kwartet Ryszarda Kruzy (I nagroda na festiwalu Jazz nad Odrą '64), Swingtet Edwarda Rykaczewskiego, Trio Włodzimierza Nahornego (I nagroda JnO '65), Trio Stanisława Cieślaka, w zespole Jerzego Sapiejewskiego (JnO '66), zaś w latach 70. grał w Kwartecie Jerzego Lisewskiego i z formacją Voodoo Quartet. W międzyczasie współpracował również z zespołem Flamingo, a także wespół z Wiesławem Damięckim akompaniował m.in. Markowi Tarnowskiemu i Mirosławowi Bobrowskiemu.